# CD-Maximum
CD-Maximum est un label de disques qui enregistre des musiques du domaines du rock, du metal et du folk. Ils ont enregistré des disques de Aria, Alisa et d'autres groupes russes.

## Groupes enregistrés

### A
- Alisa
- Aria

### H
- Hieronymus Bosch

### M
- Merlin

### W
- WelicoRuss

## Distribution
Ce label possède des activités de distribution dont quelques groupes distribués sont Týr, Evil Masquerade, Manticora, Disarmonia Mundi…

## Personnel
- Directeur général : Bogdanov Yury
- Chef comptable : Marina Artiushenkova
- Manager des relations : Maria Kondrasheva
- A & R Manager : Gayazov Dmitriy
- Chef des bureaux : Ganin Yuri
- Concepteur : Svetlana Zhokhova